# Bacamarte
Bacamarte – brazylijski zespół muzyczny założony przez Mario Neto w 1974 roku.

## Skład (w okresie Depois do Fim)
- Jane Duboc – wokal
- Mario Neto – gitara klasyczna, gitara elektryczna
- Marcus Moura – flet, akordeon
- Mr. Paul – instrumenty perkusyjne
- Delto Simas – gitara basowa
- Marco Verissimo – perkusja
- Sergio Villarim – instrumenty klawiszowe

## Dyskografia
- 1983 – „Depois do Fim”
- 1999 – „Sete Cidades”